# Lintneria istar
The Istar Sphinx Moth (Lintneria istar) là một loài bướm đêm thuộc họ Sphingidae. Nó được tìm thấy ở các vùng núi và vùng gỗ thông-sồi từ miền nam Arizona phía đông đến miền nam Texas và phía nam qua México đến Guatemala.
Sải cánh dài 102–114 mm.
Con trưởng thành bay từ tháng 7 đến tháng 9.
Ấu trùng ăn các loài Salvia.